# Временной падеж
Временной падеж (аббревиатура — temp) в морфологии используется, чтобы указать на время.

## Венгерский язык
В венгерском языке суффикс этого падежа — -kor. Например: hétkor «в семь» или hét órakor «ровно в семь», éjfélkor «в полночь», karácsonykor «в Рождество». Это один из немногих суффиксов в венгерском, который не подчиняется правилам сингармонизма.

## Финский язык
В финском языке суффикс падежа — -lloin / -llöin. Например: milloin — когда?; jolloin — когда? (относительное местоимение); tällöin — в это время; silloin — затем; tuolloin — в то время.